# Discalma olindaria
Discalma olindaria är en fjärilsart som beskrevs av Swinhoe 1904. Discalma olindaria ingår i släktet Discalma och familjen mätare. Inga underarter finns listade i Catalogue of Life.